# Pink and White Productions
Pink and White Productions är ett amerikanskt pornografiskt produktionsbolag grundat i San Francisco 2005 och numera (2023) baserat i Oakland. Man fokuserar sig på produktion och distribution av feministisk och queer pornografi. Företagets främsta regissör och producent är Shine Louise Houston. Bland Houstons produktioner finns bland annat Crash Pad Series, som vunnit ett antal olika branschpriser. Jiz Lee är ett annat branschnamn som är tätt knutet till företaget.
Houstons arbete har väckt ansenlig uppmärksamhet i HBTQ- och feministiska kretsar. Hon har bland annat vid ett flertal tillfällen blivit belönad med Feminist Porn Awards, en utmärkelse sponsrad av det kanadensiska företaget Good for Her som började delas ut 2006.

## Historia
Houston grundade företaget 2005, efter att ha utexaminerats från San Francisco Art Institute med en fil.kand. i konstfilm. Med Pink and White Productions siktade hon på att skapa en hållbar produktion av queert inriktad pornografi. Där hämtades inspirationen från ett antal olika källor, men tanken var att fokusera på en modern värld med allt mer suddiga köns- och genusgränser och mångfald av sexuella böjelser.
Företagets första produktion var The Crash Pad (2005), regisserad av Houston. Filmen vann 2006 års Feminist Porn Award for Hottest Dyke Sex Scene. Därefter syntes man med utgåvor som Superfreak (2006; vann 2007 års motsvarande Feminist Porn Award) och In Search of the Wild Kingdom (2007; en mockumentär som vann Feminist Porn Award for Best Trans Sex Scene och Champion: Love Hurts. Den sistnämnda vann 2009 års Feminist Porn Award för "Movie of the Year" och nominerades året därpå till AVN Award för "Best Video Feature".
Bolaget grundade därefter PinkLabel.tv, en webbaserad plattform för verk från oberoende pornografer och med ett fokus på etisk pornografi. Pink and White Productions driver också den pornografiska innehållsportalen Crash Pad Series, som presenterar video- och fotouppdateringar kring några av skådespelarna och rollfigurerna från den ursprungliga DVD:n The Crash Pad. Materialet har också distribuerats i form av en hel DVD-serie.
2011 lanserade bolaget en ny pornografisk innehållsportal med namnet Heavenly Spire, denna gång med videomaterial med cis- och transmän. Heavenly Spire belönades med pris vid 2011 års Feminist Porn Awards.
Crash Pad Series vann 2012 års Feminist Porn Award för bästa webbplats. 2014 fick filmen Occupied pris för årets feministiska porrutgåva vid årets XBiz Awards.

## Feministisk pornografi
Pink and White Productions har ett rykte om sig som ett utpräglat "feministiskt" produktionsbolag, markerat genom sin variation av skådespelare och scener, liksom bolagets företagskultur kring rekryteringar och arbetsvillkor i allmänhet. Bolaget spelar in filmer med skådespelare med en stor spridning mellan folkgrupper, kroppsstorlek, kinks, åldrar, framtoning (exempelvis tatueringar och kroppsbehåring), sexualiteter och kön. Även om bolaget uttryckligen säger sig visa fram alla typer av "queert sex", har dess utgåvor ett fokus på lesbisk sexualitet och en stark koppling till lesbiska kretsar. Många av skådespelarna som syns i de olika utgåvorna är ciskvinnor, transkvinnor och transmän, men även andra kön finns representerade. Detta inkluderar ickebinära personer och cismän.
Bolaget strävar efter en hög transparens och en hög nivå av samtycke för skådespelarna och deras medverkan. Bolagets etiska produktionsregler inkluderar tillgång till resurser för testning av könssjukdomar och material för säkert sex, öppen kommunikation med produktionspersonal och skådespelare runt scenidéer och gränsdragningar, lika arvoderingsnivå oavsett skådespelare eller typ av sexuella handlingar och varningar inför fiktiva övergreppsscenarion (så kallat CNC, consensual non-consent).